# Lutipri
Lutipri est le père du roi urartéen Sarduri Ier.
Lutipri gouverne peut-être l'Urartu entre 844 et 834 avant notre ère, dans une période obscure, après la destruction de l'ancienne capitale Arzashkun par Shalmanazar III, et avant la fondation par Sarduri de la nouvelle capitale à Tushpa. 
Comme Sarduri Ier a peut-être établi une nouvelle dynastie, il est possible que son père, Lutipri, n'ait pas été en fait un roi d'Urartu. 

## Attestation
Une inscription, en cunéiforme assyrien, sur une petite fortification à l'ouest de la citadelle de Tushpa, mentionne son fils comme constructeur d'un mur, et il est probable qu'il soit en fait le fondateur de la ville. L'inscription se lit comme suit : 

« Voici l'inscription du roi Sarduri, fils du grand roi Lutipri, le roi puissant qui ne craint pas de se battre, le génial berger, le roi qui a gouverné les rebelles. Je suis Sarduri, fils de Lutipri, le roi des rois et le roi qui a reçu le tribut de tous les rois. Sarduri, fils de Lutipri, dit : J'ai apporté ces blocs de pierre de la ville d'Alniunu. J'ai construit ce mur. »